# Тана Найл
Тана Найл (англ. Tana Nile) — персонаж комиксов издательства Marvel Comics. Обитает в тройной звёздной системе Ригель, на планете Ригель-3.

## История публикаций
Тана Найл дебютировала в выпуске Thor #129, была придумана Стэном Ли и Джеком Кирби.

## Биография
Тана Найл живёт на планете Ригель-3, была ведущим колонизатором Ригеля-3. После неудачной попытки колонизировать Землю Тана Найл приняла человекообразный облик так же, как и её соратница Джейн Фостер. Взяв под контроль разум Фостер, чтобы вернуть себе прежний вид, она решила подчинить всех жителей Земли, но ей было приказано прекратить пытаться колонизировать Землю. Покидая планету ей сообщили, что Верховный комиссар Ригеля выбрал её своей женой. Некоторое время спустя Найл встретила Тора, когда тот отправился в Чёрную Галактику.
Тана встретилась с Сиф, Хильдегардом и матросом Сайласом Грантом на Чёрной планете, когда они сражались с Эго-Праймом. Она увидела, что Эго-Прайм был инородным телом на поверхности живой планеты, Тана Найл убрала его с Эго, затем отправилась к Чёрной планете, чтобы сделать её обитаемой, однако Эго-Прайм оказался неконтролируемым, из-за чего Чёрная планета была уничтожена. Тана с союзниками бежали на Землю. Там Сайлас Грант помог им остановить вторжение Эго-Прайма. Тана Нила перевоплотилась в человека и осталась жить на Земле. Тана заключила союз с Тором и Асгардом. Она помогала Тору победить троллей. Впервые побывала в Асгарде. Злодей Сшшгар похитил Тану и других героев Асгарда, вскоре все были освобождены Тором. Сопровождала Бога грома в Тёмную туманность, чтобы помочь ему спасти Сиф и Карниллу. Тана и Тор отправились на Ригель-3, они не знали, что планету уже уничтожила раса рунианцев. Тана воссоединилась с Верховным комиссаром. Тор попросил её сопроводить его к планете Рун. Попрощавшись с Тором, Тана осталась с Сайлосом Грантом.
Тана посетила Академию Чарльза Ксавьера, известного также как Профессор Икс, чтобы узнать побольше о Земле и людях.

### Annihilarion: Ronan
По сюжету комикса «Annihilation» Тана Найл обратилась к верховному судье Крии Ронану Обвинителю за информацией о Доме Фиеро. Тана Найл присоединилась к команде сильнейших женщин галактики.

## Силы и способности
Тана Найл обладает сверхчеловеческой силой и прочностью. Способна выдержать экстремальные перепады температуры, из оружия у неё есть энергетический пистолет, может изменять структуру своего тела на молекулярном уровне, одета в прочную броню из неизвестного металла. Имеет псионическую способность брать под контроль кого-либо. На её руке есть коммуникационное устройство, позволяющее отправить радиосигнал с Ригеля на другие планеты.

## Вне комиксов

### Телевидение
- Тана Найл появилась в анимационном сериале «Супергеройский отряд» в 1 сезоне 14 серии «Tremble at the Might of...MODOK»[22].
- Тана Найл появилась в мультсериале «Совершенный Человек-Паук» во 2 сезоне 17 серии «Хранители Галактики», озвучена Делайлей Грей. Она была в видеоигре, в которую играли Питер Паркер и Сэм Александр.
- Тана Найл появляется в «Стражах Галактики» во 2 сезоне 5 серии «Девчонки просто хотят повеселиться», озвучена Джессикой Ди Чикко[23].